# از من شکایت کن
از من شکایک کن (انگلیسی: Sue Me) آهنگی از خواننده آمریکایی سابرینا کارپنتر است. این آهنگ در سومین آلبوم استودیویی او منحصربه‌فرد: پرده یکم به عنوان چهارمین قطعه آلبوم منتشر شد. این آهنگ توسط سابرینا کارپنتر و استف جونز سروده و توسط وارن "اوک" فلدر به همراه هم‌تهیه‌کنندگان آهنگ، تِرِوِر براون و ویلیام زایر سیمونز تهیه شده است. از من شکایت کن توسط هالیوود رکوردز به عنوان دومین تک آهنگ از منحصربه‌فرد: پرده یکم در ۹ نوامبر ۲۰۱۸ منتشر شد و همچنین برای "رادیوی پرطرفدار معاصر" نیز در تاریخ ۸ ژانویه ۲۰۱۹ انتشار یافت. از نظر متن آهنگ، از من شکایت کن در مورد رهایی از یک رابطه بد و به چالش کشیدن فردی که مانع می‌شود آنها بهترین زندگی خود را داشته باشند است.
این اثر با یک نماهنگ به کارگردانی لورن دان همراه بود که در تاریخ ۱۶ نوامبر ۲۰۱۸ و در کانال ویووی سابرینا کارپنتر به نمایش درآمد. نماهنگ با هنرنمایی دوست کارپنتر و بازیگر جوئی کینگ و سرجیو دارسی لِین همراه است و در دانشگاه پپرداین فیلمبرداری شده. کارپنتر از من شکایت کن را با چندین اجرای زنده در روز انتشار، در برنامه تلویزیونی امروز و Live with Kelly and Ryan تبلیغ کرد.